# 제1회 전국동시지방선거 오산시의회
다음은 제1회 전국동시지방선거의 오산시의회의원 선거결과를 정리한 문서이다. 해당 선거에서 오산시의회는 지역구의원 7명을 선출했다.

## 지역구 선거 결과
|  | 51.64% |

|  | 48.35% |

|  | 72.90% |

|  | 27.09% |

|  | 29.49% |

|  | 27.16% |

|  | 24.41% |

|  | 18.92% |

|  | 24.07% |

|  | 21.96% |

|  | 20.36% |

|  | 17.11% |

|  | 16.48% |

|  | 53.64% |

|  | 46.35% |

|  | 60.74% |

|  | 39.25% |